# Santuario della Madonna della Consolazione (Mascalucia)
Il Santuario della Madonna della Consolazione, altresì nota come Chiesa Madre, è un luogo di culto cattolico sito in Mascalucia, in provincia di Catania.

## Storia
L'edificazione di una chiesa nel medesimo luogo in cui sorge il Santuario, risalrebbe al XII secolo, e fu intitolata al culto di San Nicola di Bari, all'epoca patrono di Mascalucia. Dopo l'infeudamento del casale da parte di Giovanni Andrea Massa avvenuta nel 1645, il titolo della parrocchia fu cambiato in quello della Madonna della Consolazione: il Massa, regalò alla Chiesa Madre una pala d'altare raffigurante la Madonna della Consolazione ed un dipinto attribuito a Pietro Novelli raffigurante la Madonna delle Grazie.
L'eruzione dell'Etna del 1669, che seppellì molti borghi a ridosso del vulcano, risparmiò il centro cittadino mascaluciese e la Chiesa Madre, che invece venne completamente distrutta dal violento terremoto del 1693, ad eccezione dell'altare, oltreché il campanile donato nel 1690 dal principe Nicolò Placido Branciforte, feudatario del paese col titolo di Duca di Santa Lucia. Agli inizi del XVIII secolo, il tempio venne ricostruito nell'attuale forma, a cui fu dato un aspetto più imponente. I monaci benedettini, che a quel tempo soggiornavano a Mascalucia al monastero di Sant'Antuneddu, arredarono gli interni della sacrestia, costruirono i confessionali e il coro ligneo, tutti in stile rococò.
Ai primi del XX secolo, il vicario sacerdote Vito Longo, dirigendo personalmente i lavori, ampliò la chiesa con la costruzione delle due navate laterali e del secondo campanile lasciato però incompleto. Fu l'unica parrocchia di Mascalucia fino al 1944, con l'elevazione a rango parrocchiale della Chiesa di San Vito Martire, e il 15 agosto 1986, l'Arcivescovo di Catania la elevò a santuario.

## Descrizione
Il Santuario della Madonna della Consolazione, è situato in pieno centro storico di Mascalucia. Della Chiesa originaria sono ancora visibili i resti di un antico altare oggi posto nella cappella dell'abside. La facciata principale, orientata a est, è realizzata in muratura intonacata di colore chiaro, ed è ripartita in tre grandi settori definiti da quattro lesene in pietra lavica che tracciano la struttura interna a tre navate (pianta basilicale). In ognuno dei partiti laterali rispettivamente si osservano una finestra rettangolare a cui fa seguito verso il basso una piccola finestra tonda che risulta come la prima bordata in pietra lavica; in basso infine un grosso torrione contribuisce a rendere severo tutto l'insieme architettonico.
Al centro del prospetto il portale in pietra lavica, caratterizzato da due colonne basaltiche ed arricchito da arabeschi in tema vegetale e da volute sui capitelli e sulle cornici, vi è l'unico accesso alla Chiesa dalla piazza antistante. Il portale d'ingresso è sormontato da una finestra litica, al cui interno è posta una statua della Madonna. La facciata si chiude in alto con un cornicione sempre in pietra lavica dal quale spicca la torre campanaria che termina con un'elegante guglia rivestita di mosaici policromi in ceramica.
L'interno è a pianta basilicale con tre navate a transetto: la navata principale risulta bordata da colonne con capitelli corinzi e si conclude con un'abside semicircolare; il soffitto è infine con volta a botte lunettate, decorato con cornicioni e stucchi. In origine la struttura presentava una sola navata, ampliata a tre agli inizi del Novecento. Il pavimento è in marmo policromo.
Al suo interno la chiesa contiene delle opere d'arte di un certo pregio tra cui: la balaustra dell'altare maggiore con colonnine monolitiche in marmo; quattro altari a scultura ed a intarsio in marmo; il cancelletto della balaustra in legno dorato; il pulpito e l'organo sempre in legno. Nella Cappella del Sacro Cuore si trovano un altare della Esposizione, in legno dorato, un quadro sopra tavola raffigurante la Madonna delle Grazie attribuita a Pietro Novelli, una tela di Michele Rapisardi raffigurante la Madonna Addolorata, e il dipinto L'Estasi di Sant'Antonio di Giuseppe Consoli Guardo.